# Isba
Pour les articles homonymes, voir Isba (homonymie).

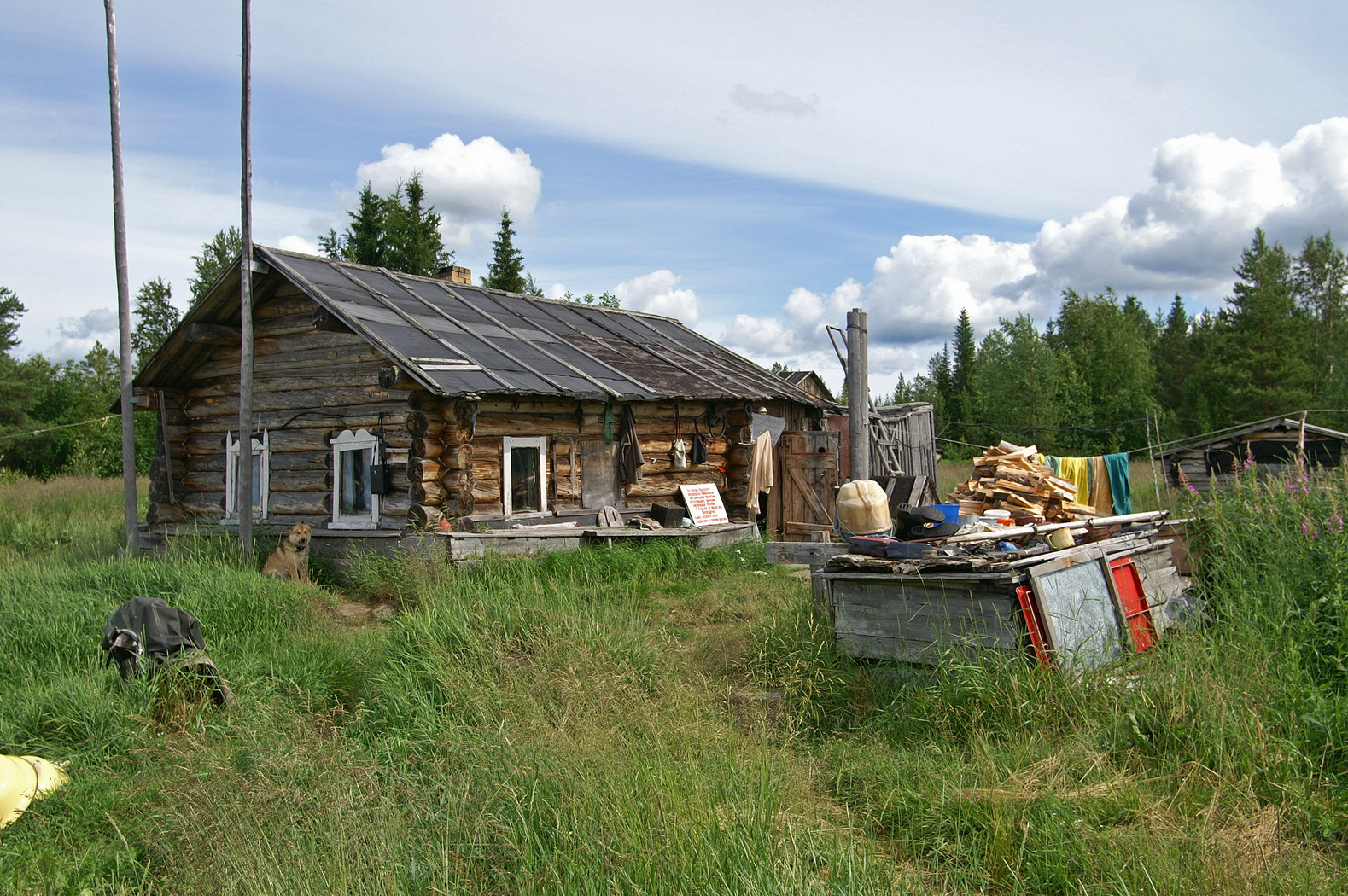
Isba dans l'oblast de Mourmansk.

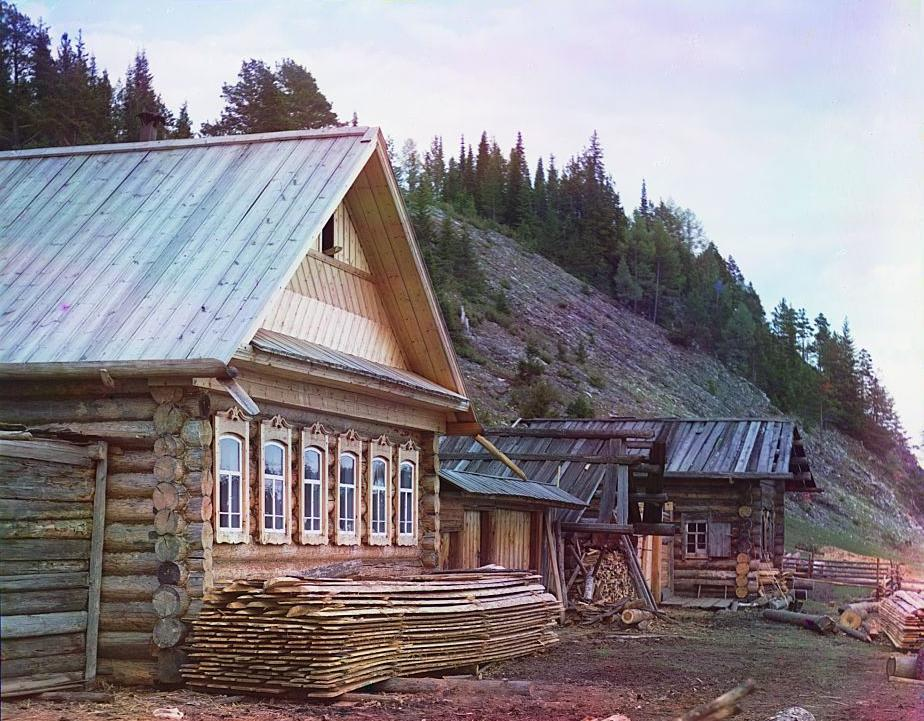
Isba dans le village de Martianova, oblast de Sverdlovsk (vers 1910).

Une isba (, en russe : изба) est une maison russe traditionnelle construite en bois, semblable à un chalet (d'où la traduction par Holzhaus en allemand, log house en anglais). Il s'agit de l'habitation traditionnelle des paysans russes. Généralement construite près d'une route, elle dispose d'une cour dans laquelle se trouve souvent un jardin potager, un fenil et un hangar agricole entourés d'une simple barrière de bois.

## Histoire

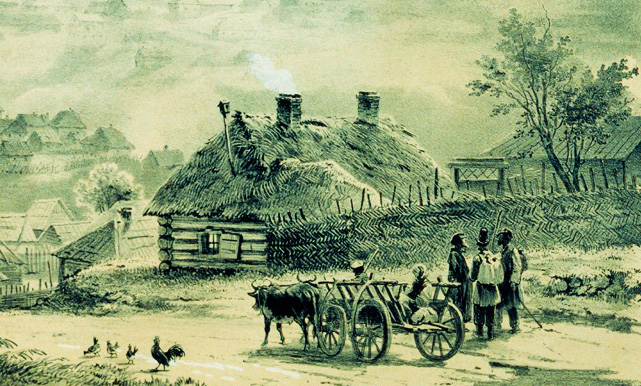
Isbas du sud de la Russie. Voronej, XIX.

La présence du type d'habitation qu'est l'isba est avérée depuis les Xe – XIe siècles d'après les vestiges trouvés lors de fouilles médiévales menées à Moscou et à Novgorod. Avant le XIXe siècle, l'isba était une maison de rondins de bois  en partie enterrée : seuls dépassaient trois ou quatre rangs de rondins. Il n'y avait pas de porte, seulement une petite ouverture d'environ 1 m2 couverte de rondins liés entre eux. Dans l'isba se trouvait un foyer de pierres ; afin de garder la chaleur, il n'y avait pas de trou pour l'évacuation de la fumée, qui restait à l'intérieur et ne pouvait s'échapper que par l'entrée. Le sol était en terre battue. Le chef de famille dormait à la place convoitée à proximité du foyer, tandis que la femme et les enfants dormaient à droite de l'entrée. Le bétail, comme les cochons, était parqué à l'entrée. Cette structure a longtemps prédominé. Puis, au cours des siècles, l'isba s'est améliorée, recevant tout d'abord une ouverture dans le toit pour le passage de la fumée, puis un poêle et une cheminée.

## Méthode de construction

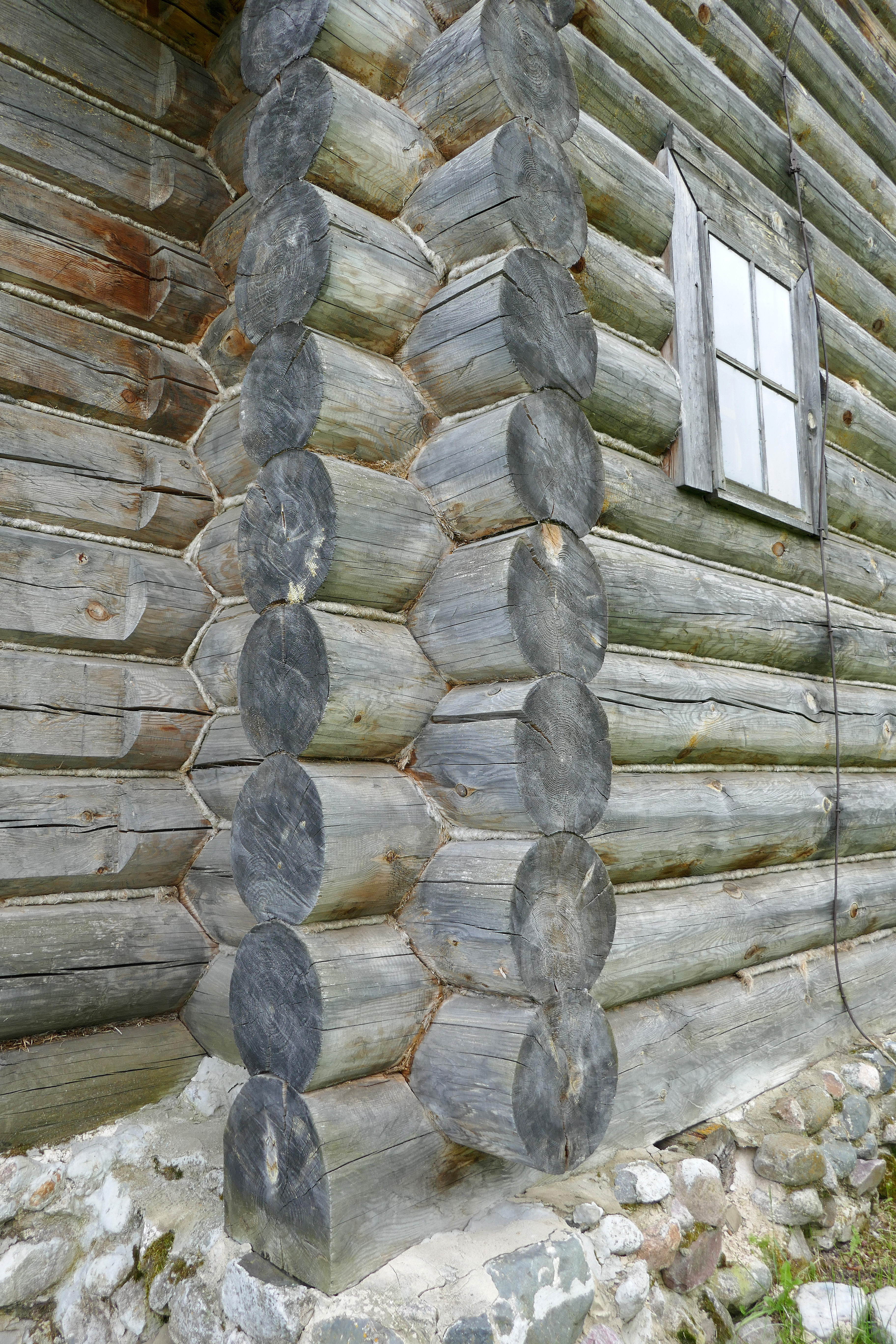
Détail de la construction en rondins de bois empilés au musée de Souzdal.

La méthode de construction est souvent celle de la construction en rondins empilés : l'isba traditionnelle n'était construite qu'à l'aide d'outils simples (cordes, couteaux et piques), sans utilisation de clous, qui étaient rares et chers ; la scie n'était pas un outil très répandu. L'intérieur (comme l'extérieur) était fait de rondins de pin, dont les intervalles étaient comblés avec de l'argile.
Le matériau dominant, pour toute l'architecture russe, a été le bois pendant des siècles. Les maisons étaient faites de bois, utilisant peu de pierres, métal ou verre. Même les églises et les bâtiments de la ville étaient faits de bois, jusqu'au XVIIIe siècle.
Tous les composants du bâtiment étaient coupés et assemblés à l'aide d'une simple hache.
Une des particularités de l'isba est sa mobilité : il arrive qu'il faille la soulever pour remplacer les pierres d'angle et éviter qu'elle ne s'enfonce ; le toit doit être refait périodiquement ; l'isba peut être démontée, ce qui est un atout dans le cadre d'une agriculture sur brûlis, et cette particularité a été exploitée de nos jours par les musées d'architecture en bois.
L'extérieur de l'isba était souvent embelli par divers ornements architecturaux, par exemple la décoration des montants de fenêtres.

## Éléments caractéristiques de l'isba

### Le poêle

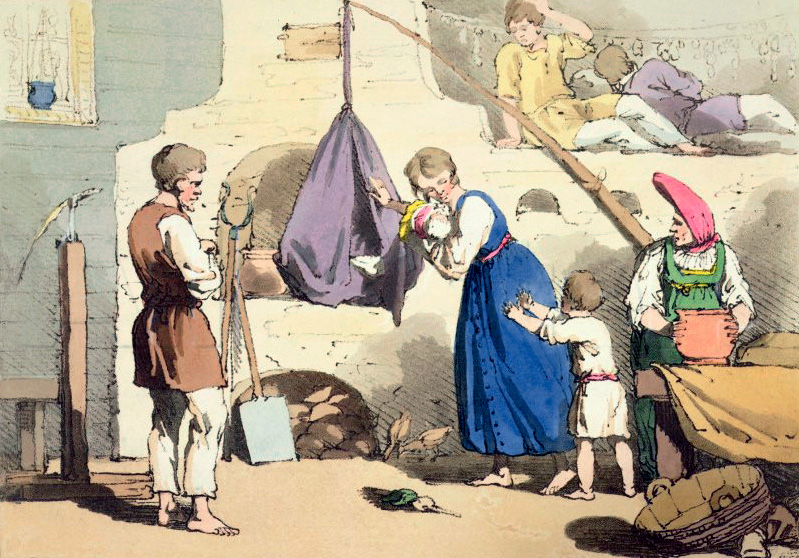
Poêle dans une isba de 1803.

Le foyer a été remplacé petit à petit par un poêle. Entre le VIIIe siècle et le XIIIe siècle, différents types de poêles se sont répandus dans l'Est des territoires slaves. Dans le Nord de la Rus', les poêles en pierre, construits en pierres sèches non scellées par du mortier, étaient prédominants. À Staraïa Ladoga, les fondations des poêles pouvaient atteindre 1,5 m de diamètre. D'autres types de poêles ont été rencontrés à Izborsk, faits d'argile et construits sur un socle de pierres de 1 m sur 1 m ; la hauteur du dôme du poêle pouvait atteindre 1 m. Des poêles mixtes pierre-argile peuvent être rencontrés le long du cours supérieur du Don et du Dniepr. Les fondations de tels poêles pouvaient atteindre 1,5 par 2 mètres. Le long du cours supérieur du Dniepr, les poêles pouvaient être plus grands, atteignant 1,5 m de large pour 1,2 m de haut. Les foyers étaient bien moins répandus que les poêles dans l'Est du monde slave. Dans le Moyen-Dniepr et en Polésie biélorusse, de même que sur les territoires du Novgorod, on ne trouve quasiment pas de foyer. Quelques foyers peuvent être trouvés à proximité du Don, sur la rive gauche du Dniepr, et sur le territoire de Pskov.
Toutes les maisons au Moyen-Âge étaient chauffées au bois sans évacuation de la fumée. Jusqu'au XVIIe siècle, les poêles n'étaient pas pourvus de conduit pour l'évacuation de la fumée. Du XVIIe siècle au XIXe siècle, les gens riches pouvaient s'équiper de cheminées, mais jusqu'au XIXe siècle, les paysans n'avaient pas de dispositif d'évacuation de la fumée.
Le poêle est l'élément central de l'isba russe. Il servait à la fois de chauffage et de four à pain, permettait de cuire les aliments et de prendre des bains.

### Le sol
Le sol de l'isba était initialement fait de terre battue. Il n'a été remplacé progressivement par un plancher qu'avec la propagation des scieries à partir du XVIIIe siècle, grâce aux efforts ordonnés par Pierre Ier le Grand.

### Les fenêtres
Initialement, l'isba n'avait pas de fenêtre. C'est seulement à partir du XVe siècle que des fenêtres modernes ont commencé à faire leur apparition chez les gens riches ; les isbas à fenêtres étaient nommées « isbas rouges » (c'est-à-dire, belles) . Les isbas telles qu'on les imagine de nos jours, dotées d'un plancher, de fenêtres et d'un poêle avec conduit n'ont commencé à apparaître qu'à partir du XVIIIe siècle, et ne se sont répandues qu'au siècle suivant. Les fenêtres étaient couvertes de mica ou de vessie de bœuf en fonction des saisons.

### Le toit
Le toit est initialement fait de chaume. La présence de neige oblige à avoir des toits doubles à forte pente (40°) ; dans les steppes, les toits à 4 pentes sont privilégiés pour leur résistance au vent. Au XXe siècle, la tôle remplace parfois le chaume.

### Aménagement intérieur

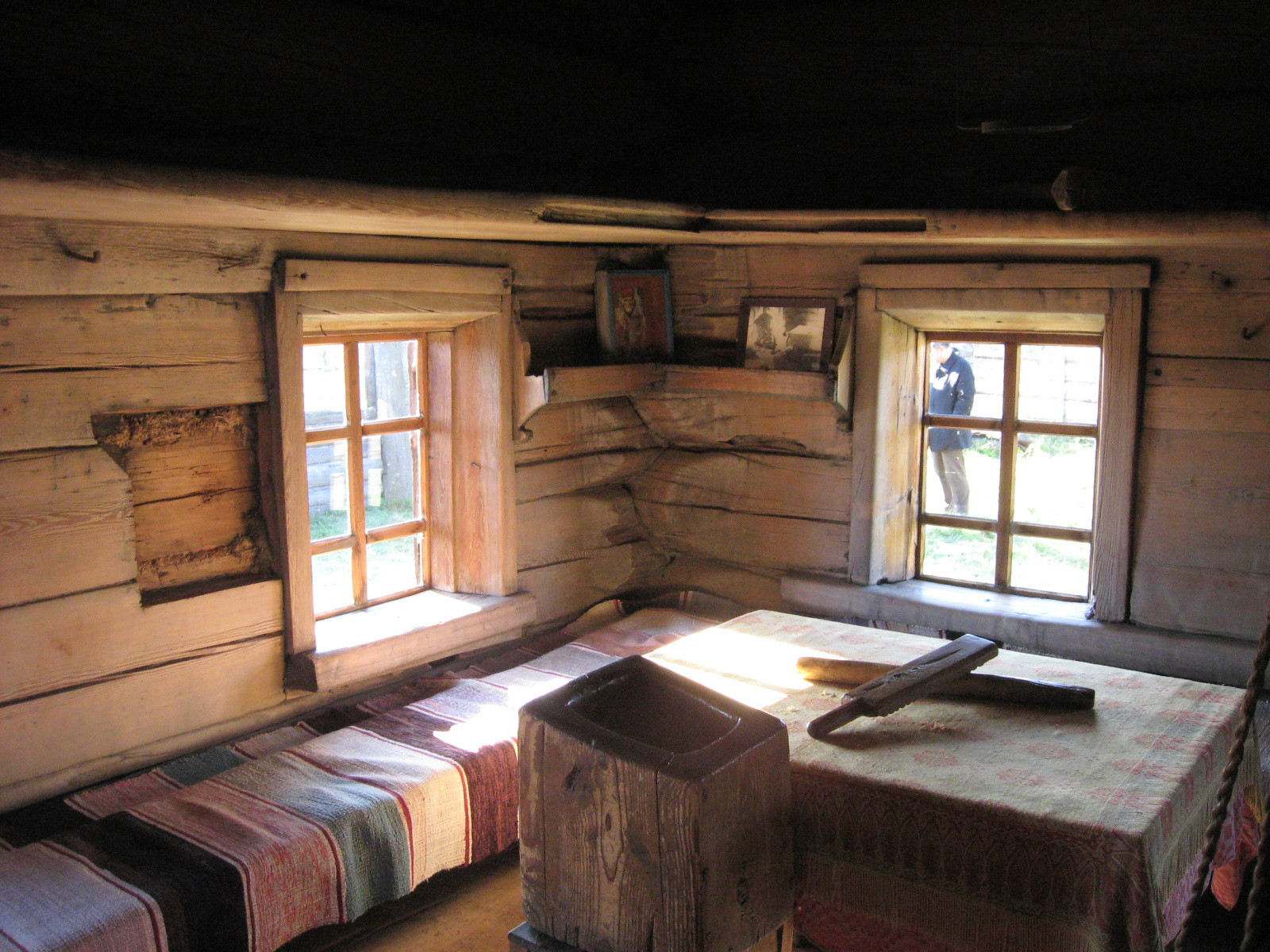
Intérieur d'une isba du XVII. On distingue bien les bancs longeant les parois de la pièce de vie.

Au-dessus de l'entrée, entre le mur et le poêle, sont disposées les polati, sorte de mezzanine où dormaient les membres de la famille.
Des bancs longent les murs de la pièce de vie.

#### Lecoin rouge
Dans le coin le plus à l'Est de l'isba, en général le plus éclairé et à l'opposé du poêle, se situe le « coin rouge » ; il doit être visible dès qu'on entre dans la pièce. C'est l'endroit où sont placées les icônes et les lampes aux motifs religieux. Les occupants de l'isba dorment la tête tournée vers le coin rouge (on ne doit pas tourner ses pieds vers les icônes).  

## Époque contemporaine
Les isbas sont parfois rénovées pour en faire des datchas. Depuis 1950, des entreprises de construction proposent de réaliser des maisons sur le modèle des isbas, tout en les adaptant au confort moderne (pièces plus grandes et plus lumineuses, installation d'électricité et d'eau courante.

## Isba dans la culture

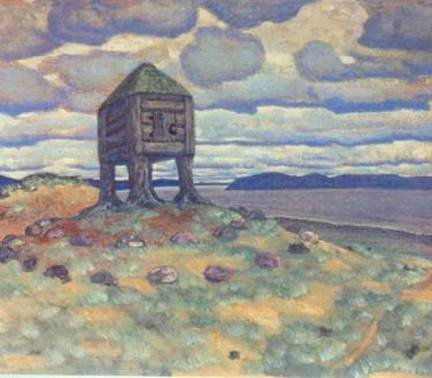
Nicolas Roerich - Isba sur pattes de poulet (1905).

L'isba est un élément majeur de la culture russe, ayant donné naissance à des proverbes, et citée dans les contes, la plus fameuse étant celle de Baba Yaga sur pattes de poulet.
Plusieurs villages musées de maisons traditionnelles en bois peuvent être trouvés en Russie, notamment les musées de l'architecture en bois de Novgorod, de Kostroma et de Souzdal[réf. souhaitée].
À l’occasion de l’Exposition universelle de 1867, plusieurs isbas, toujours visibles aujourd’hui, ont été construites à Paris, villa de Beauséjour, par des charpentiers venus de Saint-Pétersbourg.